# John Vinocur
John Vinocur (* 17. Mai 1940 in New York City; † 6. Februar 2022 in Amsterdam) war ein US-amerikanischer Journalist. Er war Senior Correspondent der früheren International Herald Tribune (jetzt: International New York Times), deren Chefredakteur ("Executive Editor") und Vizepräsident er von 1986 bis 1996 war.

## Werdegang
Vinocur studierte am Oberlin College in Ohio. Nach dem College ging er im Jahr 1961 nach Paris, wo er auch eine Saison in einer französischen Basketball-Mannschaft spielte und zugleich im Pariser Büro der Nachrichtenagentur Associated Press (AP) als freier Mitarbeiter in den Journalismus einstieg. Ab 1968 war er Auslandskorrespondent von AP in Paris, wo er unter anderem aus Konfliktherden und Kriegen in Biafra, Israel und Kambodscha berichtete.
Vinocur war zwischen 1977 und 1982 Korrespondent der New York Times für Deutschland in Bonn und trat in dieser Zeit auch mehrfach im sonntäglichen Internationalen Frühschoppen von Werner Höfer auf. Danach war er bis 1985 Korrespondent und Büroleiter der New York Times in Paris. Nach seinem Abschied von der IHT im Jahr 1996 hat er unter anderem Artikel und Aufsätze in den Zeitschriften Foreign Affairs und dem New York Times Magazine veröffentlicht.

## Preise und Auszeichnungen
- 1986 Polk Award